# Omar Yoke Lin Ong
Omar Yoke Lin Ong (翁毓麟) Kuala Lumpur, 23 de julho de 1917 - 1 de julho de 2010) foi um político malaio. Ele foi figura chave para a independência de seu país. Ong teve vários cargos no governo da Federação Malaia e da Malásia, tendo sido ministro e também embaixador. De etnia chinesa, era convertido ao Islão.